# Pivniški puč
Pivniški puč (nemško Hitlerputsch, Hitler-Ludendorff-Putsch, Bürgerbräu-Putsch ali Marsch auf die Feldherrnhalle) je bil poskus državnega udara, ki ga je leta 1923 organiziral vodja Nacionalsocialistične nemške delavske stranke (NSDAP) Adolf Hitler ob pomoči generala Ericha Ludendorffa in drugih voditeljev lige Kampfbund, da bi prevzel oblast v Münchnu na Bavarskem, kar bi jim predstavljalo odskočno desko za aktivnosti proti vladi Weimarske republike. Ime je dobil po pivnici Bürgerbräukeller, kjer je Hitler 8. novembra na svojo stran pridobil množico, ki je poslušala govor njegovega političnega konkurenta Gustava von Kahra. Naslednji dan, 9. novembra 1923, je približno dva tisoč nacistov korakalo proti spomeniku Feldherrnhalle v središču mesta, kjer so se spopadli s policijskim kordonom. V spopadu je umrlo 16 prevratnikov in štirje policisti. Premoč policijskih sil, ki so jih do večera okrepile še enote Reichswehra, je pomenila konec puča.
Hitler je bil v spopadu ranjen, a se je izognil aretaciji, ker so ga umaknili na varno iz mesta. Oblasti so ga aretirale dva dni kasneje in obtožile izdaje. S tem je pridobil pozornost na nacionalni ravni. 24-dnevni sodni proces, ki je sledil, mu je dal izvrstno priložnost promovirati svoje nacionalistične nazore, saj so bile novice o njem na prvih straneh časopisov po vsej Nemčiji in drugod po svetu. Na koncu je bil obsojen izdaje in dosojena mu je bila petletna zaporna kazen v zaporu Landsberg. V zaporu je narekoval svoje delo Moj boj sojetnikoma Emilu Mauriceu in Rudolfu Hessu. Po samo devetih mesecih so ga 20. decembra 1924 izpustili. Po izpustitvi je spremenil strategijo in se lotil prevzema oblasti z legalnimi sredstvi namesto nasilnega prevrata in v ta namen aktivno razvijal svoje metode propagande.
Hitler je 16 padlih prevratnikov oklical za prve mučenike NSDAP in jih naštel v predgovoru za Moj boj. Nacistična zastava, ki so jo nosili in je bila med spopadom okrvavljena, je dobila ime Blutfahne (»krvava zastava«). Po Hitlerjevem prevzemu oblasti je postal Der neunte Elfte (»deveti enajsti«) eden najpomembnejših nacističnih praznikov, zastavo pa so uporabljali kot del ceremonije zaprisege novih rekrutov. Devetega novembra 1935 so padle prekopali v par templjev, zgrajenih na Kraljevem trgu v Münchnu.